# Maks Velo
Maks Velo (ur. 31 sierpnia 1935 w Paryżu, zm. 7 maja 2020 w Tiranie) – albański architekt, malarz i poeta, więzień polityczny.

## Życiorys
Urodził się w rodzinie albańskiej, która wyemigrowała do Francji, był synem lekarza Sotiriego i Ani z d. Poro. Kiedy był jeszcze dzieckiem, jego rodzina powróciła do Albanii i zamieszkała w Korczy. Tam też uczył się rysunku pod kierunkiem Vangjusha Mio. W 1957 ukończył studia na Wydziale Budownictwa Politechniki Tirańskiej. W tym czasie uzyskał trzecią nagrodę w dziedzinie grafiki na konkursie, odbywającym się w Tiranie. Ten sukces spowodował, że reprezentował Albanię na II Biennale malarstwa krajów śródziemnomorskich w Aleksandrii. W latach 1959–1961 jego prace prezentowano na wystawach sztuki albańskiej w Erywaniu, Moskwie i Bukareszcie. W tym czasie publikował artykuły poświęcone sztuce i architekturze w prasie albańskiej. W 1969 został przyjęty do Ligi Pisarzy i Artystów Albanii. W latach 1970–1973 prowadził wykłady dla studentów Instytutu Sztuk w Tiranie i projektował obiekty mieszkalne, hotele i szkoły w Tiranie.
W 1972 przygotowywał wielką wystawę indywidualną, na której miało się znaleźć 180 prac jego autorstwa. Wystawa została wstrzymana dwa dni przed otwarciem. Rok później na plenum Związku Pisarzy i Artystów został skrytykowany za odejście od wzorca socrealizmu. Pozbawiony możliwości projektowania i prowadzenia wykładów trafił na zesłanie, do jednej z wsi w okolicach Tirany, w celu reedukacji. Aresztowany 14 października 1978. W toku śledztwa przeciwko Velo wykorzystano zeznania jego żony Luçiany Naraçi, która współpracowała z Sigurimi. Po 6 miesiącach śledztwa w kwietniu 1979 został skazany na 10 lat pozbawienia wolności i skierowany do obozu pracy przymusowej w Spaçu. Po aresztowaniu skonfiskowano 246 obrazów i 73 rzeźby, a także teczki z rękopisami, które zostały zniszczone.
Obóz opuścił na mocy amnestii w styczniu 1986. Podjął wtedy pracę jako robotnik niewykwalifikowany w fabryce wyrobów precyzyjnych w Tiranie. Przywrócony do pracy architekta w sierpniu 1991, został zatrudniony w Instytucie Studiów i Projektów w Tiranie. W lipcu 1991 wziął udział w wystawie zbiorowej dziesięciu malarzy albańskich w Centrum Kultury Il Campo w Campomarino (Włochy). w 1992 Narodowa Galeria Sztuki w Tiranie zorganizowała wystawę retrospektywną twórczości M.Velo, prezentując 100 zachowanych dzieł. W 1995 po raz pierwszy zaprezentował publicznie poezję i rysunki, które powstały w więzieniu, w ramach wystawy Kokeqethja (Ogolona głowa). Swoje prace prezentował także w Polsce (Łódź, Zielona Góra). W katalogu wydanym w 1995 znalazło się kilka wierszy M.Velo, w tłumaczeniu Doroty Horodyskiej.
Od grudnia 1991 działał w Albańskim Forum Praw Człowieka, rok później został członkiem Helsińskiej Fundacji Praw Człowieka. W albańskiej telewizji pojawiał się jako niezależny komentator spraw politycznych. Oprócz albańskiego posiadał obywatelstwo amerykańskie.
Jako komentator polityczny zasłynął wypowiedziami, w których uznawał rozwój „mentalności islamskiej” za jedno z największych zagrożeń dla współczesnej Albanii.
Zmarł w 2020 w Tiranie, spoczywa na cmentarzu Tufinê.

## W polskim przekładzie
- Dziesięć lat

Obraz jest anormalny
orzekli śledczy eksperci
Malarz jest normalny
orzekli psychiatrzy eksperci
Tego nie mogli rozstrzygnąć
sądowi eksperci
dlatego dziesięć lat
dostałem.
(tłum. Dorota Horodyska)

## Pamięć
W 90 rocznicę urodzin artysty Narodowe Centrum Książki działające w Tiranie ogłosiło rok 2025 Rokiem Maksa Velo.